# Niels Hvid
Niels Hvid, född 18 mars 1535 i Köpenhamn, död 19 juni 1589, biskop i Lunds stift 1578-1589.
Niles Hvid var troligen rektor i Köpenhamn 1557-1558. Efter studier vid utländska universitet var han präst vid några olika kyrkor i Köpenhamn. Efter att ha tagit magistersexamen blev han 1571 kanik i Lund. Han var en god predikant och valdes 1578 till biskop i Lunds stift. En otrevlig händelse inträffade när han av kyrkvärdarna i domkyrkan fick tillåtelse att överta en gravsten som tillhört släkten Ulfstand. Kungen bidrog till en förlikning med släkten, men en avsatt präst från Skurup, Jacob Nielsen, skrev några nidvisor där han anklagade biskopen för stöld. Prästen dömdes för förtal och avrättades, men skvallret fortsatte ändå.